# ジェドエフラー
ジェドエフラー（Djedefre、ラージェドエフとも）は古代エジプト、エジプト古王国時代、第4王朝のファラオ。彼はまたマネトによって記録されたギリシア語名、ラトイセス（Ratoises）と言う名前でも知られる。ジェドエフラーと言う名は「太陽神ラーのごとく永遠なる者」という意味を持つ。ジェドエフラーはギーザの大ピラミッドの建造者クフの息子であり、直接の後継者である。ジェドエフラーの母については知られていない。彼は王の称号サ・ラー（Sa-Rê、ラーの息子）を導入し、初めてカルトゥーシュ名を太陽神ラーに関連付けた。また、父王クフのピラミッド事業を引き継いで完成させたことと、そのクフの魂を送る方舟をつくらせたことが知られている。

## 家族
ジェドエフラーは兄弟であるカワブの未亡人ヘテプヘレス2世と結婚した。彼女もまた、ジェドエフラーとカワブ双方にとって姉妹に当たる。ヘテプヘレス2世はジェドエフラーの死後には更に兄弟のカフラーと結婚した可能性もある。また、他にケンテトゥカと言う妻がいた。彼女の存在はアブ・ロアシュの葬祭殿の彫像断片から知られている。彼女との間には（少なくとも）3人の息子、セトカ、バカ、ヘルネトと、娘であるネフェルヘテペスがいた。この子供たちはピラミッドに隣接する葬祭殿の遺構で発見された彫像の断片によって存在が証明された。数々のケンテトゥカの彫像断片がアブ・ロアシュにあるジェドエフラーの葬祭殿から発見されている。最近のミシェル・ヴァルッジャ（Michel Valloggia）の下で行われたフランス隊の発掘調査によって、他にヘテプヘレスと言う娘と、ニカウジェドエフラーと言う息子がいる可能性が示された。

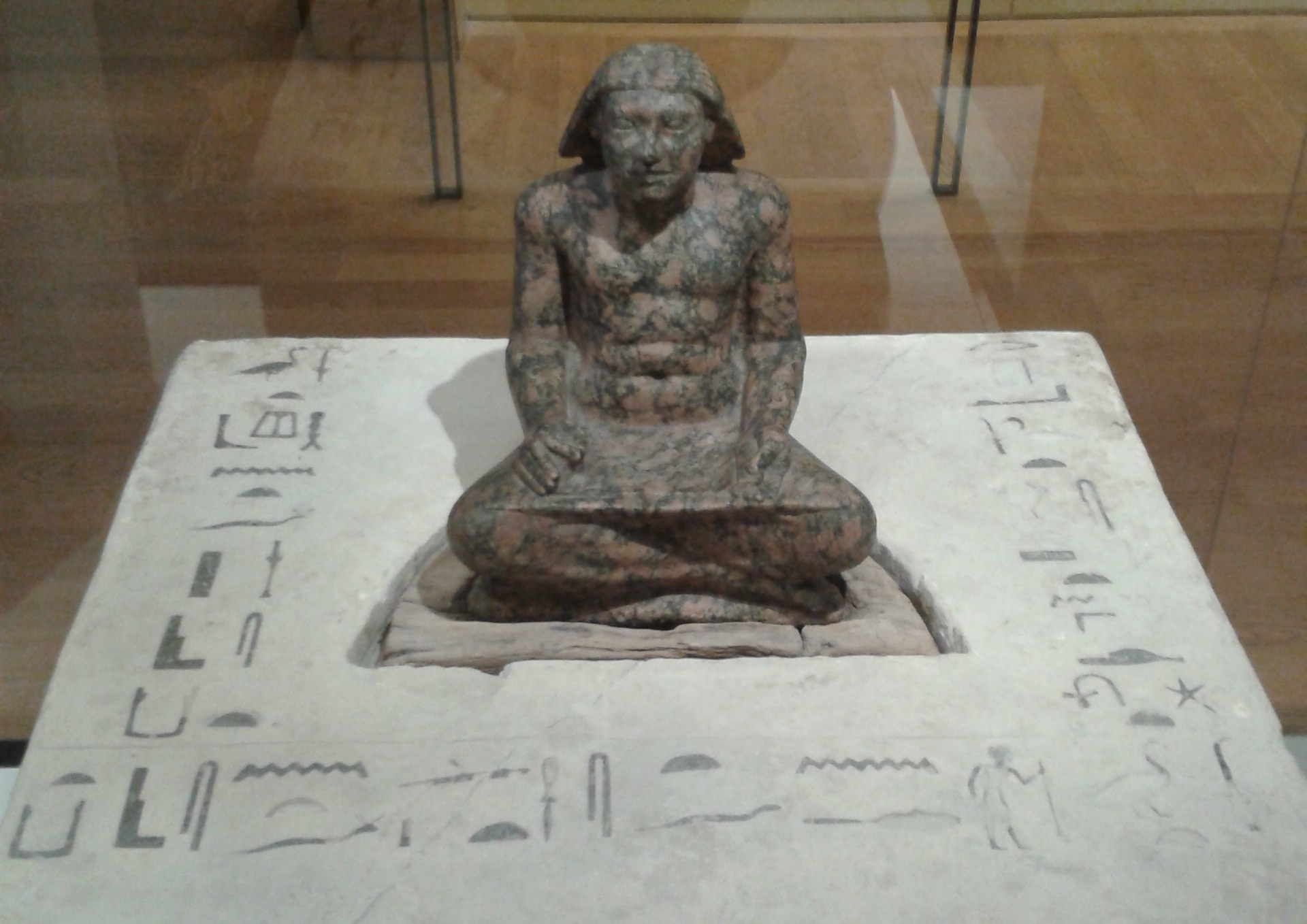
セトカの像。彼の名前と称号が刻まれている。ルーブル美術館蔵。

現在までに知られているジェドエフラーの子供たちは以下の通りである。
- ホルニト（「最年長の王の肉体の息子」）：彼と妻の彫像によって知られている[7]。
- バカ（最年長の王の息子）：ジェドエフラーの葬祭殿で発見された像の基部によって知られている。この像はバカと、妻であるヘテプヘレスを描写していた[8]。
- セトカ（英語版）(「最年長の王の肉体の息子、王の唯一の僕) ：ジェドエフラーのピラミッド複合体から発見された像の文書から知られている[9]。セトカはジェドエフラーの死後、短期間統治した可能性がある。ザウィヤト・エル・アリヤーンにある未完成のピラミッドは「・・カ」と言う名前の支配者のために建造が始められた。これはセトカまたはバカの名前の末尾である可能性がある[4]。
- ネフェルヘテペス（英語版）（「王の肉体の娘、神の妻」）：アブ・ロアシュで発見された彫像断片から知られている。最近まで彼女は次の王朝である第5王朝のファラオ、ウセルカフまたはサフラーの母親であると考えられていた[9]。

また、ミシェル・ヴァルッジャ（Michel Vallogia）に率いられたフランスの発掘調査隊は、ピラミッド複合体でジェドエフラーの別の子供たちの可能性がある名前を発見した。
- ニカウジェドエフラー（「王の肉体の息子」）：彼はアブ・ロアシュのF15墓に埋葬された。彼の称号は単なる名誉称号に過ぎず、ジェドエフラーの息子ではなかったかもしれない。しかし、ジェドエフラーよりも後の時代の人物である[9]。
- ヘテプヘレス（「王の肉体の娘」）：彫像断片で言及されている[7]。

## 治世

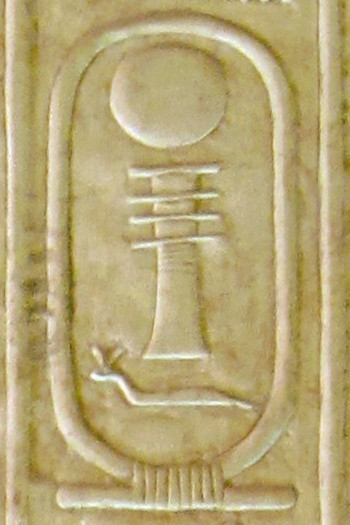
アビュドス王名表にあるジェドエフラーのカルトゥーシュ名。ラージェドエフと言う名前の形で書かれている。

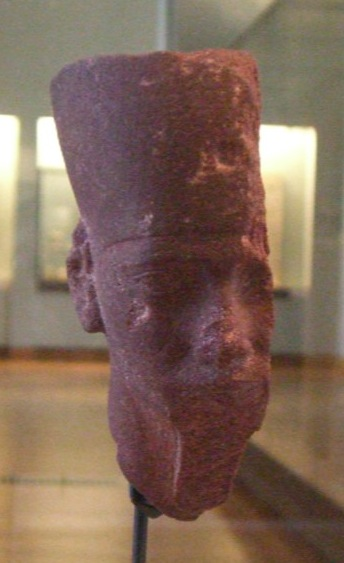
赤色花崗岩のジェドエフラー頭像ルーブル美術館蔵。

トリノ王名表は彼に8年間の在位期間を割り当てている。しかし、知られているジェドエフラーの在位中の最も後の年次は、11回牛を数えた年である。恐らくジェドエフラーの物である「11回牛を数えた年」と言う匿名の年次は、エジプト人の作業員によってクフの南の船着き場を覆う巨大な屋根石のブロックの一つの下に書かれているのが発見された。ミロスラヴ・ヴェルナーは、建物の建設を行った作業員の刻んだ石の記号と碑文は「ジェドエフラーの即位名か、黄金のホルス名のいずれかに違いない」と記している。
ヴェルナーの記述によれば、この年次をジェドエフラーとする現在の学術的見解について、エジプト学者達の間で論争が行われている。ライナー・シュタデルマン（Rainer Stadelman）、ヴァシル・ドブレフ（Vassil Dobrev）、ピーター・ジャノシ（Peter Janosi）らはこの年次をジェドエフラーの物とすることに賛同している。反対に、ウォルフガング・ヘルク（Wolfgang Helc）、アントニー・スパリンガー（Anthony Spalinger）、ジーン・ヴィカウター（Jean Vercoutter）、W.S.スミス（Smith）は、「この天井のブロックはクフの時代に船着き場が建造された時に既に持ち込まれ、この位置に配置されたものであり、（単に）後でジェドエフラーの時代に葬儀用の船が埋葬されたのである。」として、この年次はクフの物であると見なす。
ドイツの学者ディーター・アーノルド（Dieter Arnold）は、1981年にMDAIK紙で、クフの船着き場から見つかったブロックの記号と碑文は、ジェドエフラーの作業員達によって実現された同様の建設プロジェクトの各段階に関係する一纏まりのコレクションを形成しているように見える、と記した。ヴェルナーはこのような記号と碑文は通常、ブロックの切り出し、運搬、保管、建設のための移動操作に関係していると強調し、次のように述べる。「この文脈において、船着き場の全てのブロックの中で一つだけの碑文（その上、日付を持つ唯一の物）が、ジェドエフラー以外の誰かに帰属するというのはほとんど説得力が無いように思える。」
ヴェルナーはまた、フランス・スイスの共同発掘隊によるジェドエフラーのピラミッドでの発掘調査で、ジェドエフラーのピラミッドは彼の治世中に完成したことを発見したと記す。ヴァロヒア（Vallogia）によると、ジェドエフラーのピラミッドは主に、天然石の角を用いて作られており、それはコアの45パーセントに相当する。ピラミッドの側面は200キュビット、高さは125キュビットである。よって、ジェドエフラーの葬祭施設の元々の大きさは、概ねメンカウラーのピラミッドと同規模であった 。従って、ピラミッドが未完成であったことを理由にジェドエフラーの治世が短かったとする議論はやや信用し難い。
以上のことから、ジェドエフラーの治世の物とされる最後の年次は「11回牛を数えた年」であり、これはもし畜牛頭数調査が毎年行われていたとするならばジェドエフラーが最低でも11年間エジプトを統治したことを意味する。また、もし畜牛頭数調査が隔年の物である場合には最低22年間の在位を意味する。ヴェルナーは、11年と言う短い数値を支持し、次のように書いている。「ジェドエフラーが残した記念碑と記録が少ないことから、この王に長期の在位期間があったようには見えない」

## ピラミッド複合体

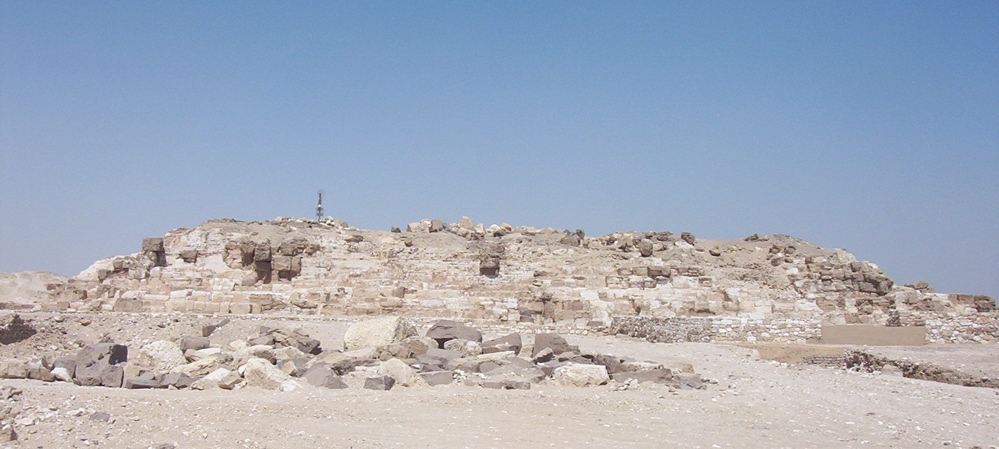
アブ・ロアシュにあるジェドエフラーのピラミッド跡

ジェドエフラーはピラミッドの建設位置を北側へ延伸し続けた。アブ・ロアシュでの彼のピラミッド建設はギーザの北方8キロメートルの地点で行われた。これはメンフィスのネクロポリスの最北端である。彼の妻、ヘテプヘレス2世のスフィンクスは、最初のスフィンクス建造であると考える人もいる。このスフィンクスはアブ・ロアシュのジェドエフラーのピラミッド複合体の一部である。2004年に、ジェドエフラーが彼の父の姿を映したギーザのスフィンクスの建造を担当していた証拠が、フランスのエジプト学者ヴァシル・ドブレフによって報告された。
一方、エジプト学者達はアブ・ロアシュにある彼の酷く崩壊したピラミッド（ギーザの5マイル北）は、彼が死んだ段階で未完成であったという仮説をかつて持っていたが、1995年から2005年まで行われた最近の発掘調査によって、ピラミッドは完成していたことが確認された。現在、跡形もなく破壊されているのは出土品からローマ軍による破壊によるものと考えられている。彼のピラミッド複合体は広範囲にわたって略奪され、「西暦2世紀頃までには王の像は破壊された。」
ジェドエフラーの遺跡の発掘が行われたのは1907年のフランス隊による調査であり、王の石像の頭部の他、その息子セトカの小さな坐像、王妃とともにある王の像（の下部のみ現存）が発掘され、いずれもルーブル美術館に蔵められている。アブ・ロアシュの保存状態が悪いため、ジェドエフラーの葬祭複合体については僅かな痕跡しか発見できていない。彼のピラミッドの参道は従来の東西方向ではなく南から北へ伸びていることが証明されているが、河岸神殿はなく、日干し煉瓦で建てられた葬祭殿の基部のみが僅かに残されている。葬祭殿は伝統に従いピラミッドの東面に位置している。